# Nello Voltolina

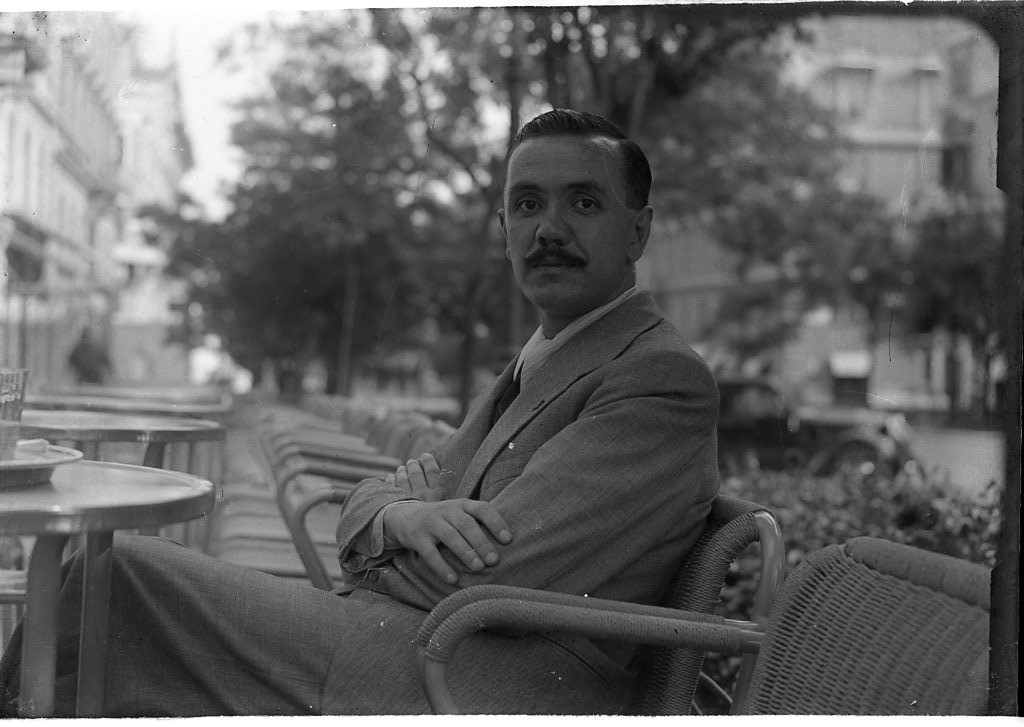
Nello Voltolina "NoVo"

Nello Voltolina, anche noto come Novo (Donada, 11 settembre 1908 – Padova, 11 marzo 1944), è stato un artista futurista italiano.

## Biografia
Poco più che ventenne, mentre compiva studi come perito e ragioniere commerciale, così descrive il suo avvicinamento all'arte: «Nel 1930 bocciatura agli esami e sbocciatura di genio futurista. Gennaio 1931, Dormàl mi fa esporre per la prima volta presentandomi Marinetti. Primo successo!» (Dinamo futurista, n. 2, 1933). La mostra in questione è Sette futuristi padovani, che segna l'esordio del gruppo patavino di cui fanno parte anche Tullio Crali, Ottorino Dalla Baratta, Quirino De Giorgio, Carlo Maria Dormal, Giorgio Perissinotto e Lino Sgaravatti. La mostra è corredata da un catalogo dalla copertina tipograficamente modernissima rispetto ai tempi.
Il pittore veneto ottiene un primo riconoscimento nazionale nel 1931, con l'invito alla Mostra futurista di aeropittura e di scenografia della Galleria Pesaro di Milano.
Nel 1932 viene selezionato da Filippo Tommaso Marinetti per la sezione futurista della Terza mostra d'arte triveneta, con presentazione in catalogo dello stesso Marinetti. Un altro importante riconoscimento arriva nel 1934, quando è ammesso alla XIX Biennale di Venezia, manifestazione cui parteciperà anche alle successive tre edizioni del 1936, 1938 e 1940 (in queste ultime due edizioni all'interno della Sala degli aeropittori futuristi). Si registra poi la sua presenza alla seconda e alla terza Quadriennale d'arte nazionale a Roma (rispettivamente nel 1935 e nel 1939) e alla XXV mostra della Galleria Bevilacqua La Masa (1935). Dopo la laurea viene assunto dall'azienda aeronautica Savoia Marchetti e nel 1942 segue le riprese del film Gente dell'aria, prodotto da Cinecittà. Nel complesso, con la sua attività pittorica, Voltolina collabora a rivitalizzare la fase tarda dell'avventura futurista in Italia tra gli anni Trenta e Quaranta e il suo contributo può essere paragonato per importanza a quello di altri protagonisti quali Tato, Peruzzi, Oriani e Alfredo Gauro Ambrosi, oltre al più noto Tullio Crali. Nello Voltolina muore tragicamente, appena trentacinquenne, l'11 marzo 1944 all'interno della chiesa degli Eremitani a Padova dove aveva cercato rifugio nel corso di un bombardamento aereo.

## Opere
- Tram (1931)
- Trebbiatrice (1931)
- Glorificazione della terra (1934)
- Arabesco in libertà (1937)